# Фер, Оскар
Оскар Фер (нем. Oskar Fehr; 9 октября 1871, Брауншвейг — 1 августа 1959, Лондон) — немецкий медик, офтальмолог, признанный глазной хирург. Предметом его научных исследований являлись бассейновый конъюнктивит, отслоение сетчатки и глазные опухоли. Имя Оскара Фера носит одна из форм дистрофии роговицы, синдром Фера.

## Биография
Оскар Фер — выходец из еврейской семьи, учился в Гейдельбергском, Берлинском и Кильском университетах. Защитил докторскую диссертацию в 1897 году. С этого времени и до 1906 года работал ассистентом у Юлия Гиршберга. В 1907 году занял должность главного врача офтальмологического отделения клиники Рудольфа Вирхова. В 1919 году получил звание профессора. Имел собственную врачебную практику.
В 1934 году Оскар Фер подвергся дискриминации по происхождению, ему было отказано во врачебной практике, затем получил запрет на лечение пациентов нееврейского происхождения и лишился права на врачебную деятельность. В 1939 году эмигрировал вместе с семьёй в Великобританию, где вновь сдал экзамен на врача и в 1943 году открыл собственную практику. В 1947 году получил британское гражданство. После второго инфаркта миокарда в 1955 году вынужденно оставил профессиональную деятельность.

## Труды
- Die Anwendung der Elektrizität in der Augenheilkunde. In: Handbuch der gesamten medizinischen Anwendung der Elektrizität. Leipzig 1911.
- Die Balneo- und Klimatherapie der Erkrankungen des Auges. In: Handbuch der Balneologie, medizinischen Klimatologie und Balneographie. Leipzig 1926.
- Die gonorrhoischen Erkrankungen des Auges. In: Handbuch der Haut- und Geschlechtskrankheiten. Springer, Berlin 1930.